# 奥野 (青森市)
奥野（おくの）は、青森市中心部からやや南よりの地域にある地名。一丁目から四丁目まである。

## 地理
奥野は、北を勝田・松原、東は荒川をはさんで桜川、南を浦町字奥野・筒井、西を中央に接する。域内は、概して幅の狭い街路の多い住宅地である。

## 交通
域内の主要道路は次の通り。
- 国道103号 （観光通り）- 西の境界線を通る。この部分は、青い森鉄道線を越える陸橋である八甲田大橋と、その側道がある。域内の沿道は、小店舗等が混じる住宅地。
- 青森県道27号青森浪岡線（松原通り） - 二丁目と三丁目の境界を通り、四丁目の東部を貫く。
- 青森県道40号青森田代十和田線（筒井通り） - 三丁目の南端と四丁目の間を通る。
- 青森市都市計画道路3･4･3 蜆貝八重田線 - 一丁目・二丁目・三丁目の北の境界線となっている。域内では、市民病院通りとも呼ばれる。

域内に鉄道駅はない。バス停留所は次のとおりである。
- 青森県道27号青森浪岡線沿い
  - 奥野 - 青森市営バス筒井方面線（横内環状線・桑原線）、JRバス東北横内線
  - 筒井通り - 青森市営バス筒井方面線、JRバス東北横内線（いずれも青森市中心部方面行き）
- 青森県道40号青森田代十和田線
  - 筒井通り - 青森市営バス筒井方面線（桑原・幸畑方面行き）
- 青森市都市計画道路3･4･3 蜆貝八重田線沿い
  - 自動車会議所前
  - 奥野二丁目

いずれも、青森駅方面行き。道路の向かい側の勝田・松原の同じ道路沿いに反対方面行きのバス停がある。

## 歴史
藩政時代の奥野は、浦町・堤・勝田・里見の四ヶ村の字（小字、こあざ）として存在した。
- 1876年(明治9年) - 堤・勝田・里見の三ヶ村が浦町村に合併したことにより、奥野はすべて浦町村の字となる。
- 1889年(明治22年) - 浦町村字奥野は筒井村に編入。数年間大字浜田の小字として扱われたが、後に、大字浦町字奥野となる。

その後、明治40年以降に第八師団青森連隊区司令部が置かれた。
- 1955年(昭和30年） - 筒井町（昭和27年町制施行）の青森市合併により、青森市大字浦町字奥野となる。
- 1991年（平成3年） - 奥野・幸畑地区の住居表示実施により、浦町字奥野の一部が周辺地区の一部も編入して奥野一～四丁目となる。
  - 奥野一丁目 - 浦町字奥野の一部
  - 奥野二丁目 - 浦町字奥野の一部
  - 奥野三丁目 - 浦町字奥野、筒井字桜川の各一部
  - 奥野四丁目 - 浦町字奥野、筒井字八ツ橋の各一部

## 主な施設等
（一丁目）
- 青森市役所企業局水道部

（二丁目）
- 青森筒井郵便局

（三丁目）
- 青森みちのく銀行桜川通り支店・桜川筒井支店
- 藤聖母園
- 青森藤幼稚園

（四丁目）
- 認定こども園青森ひかり